# 萊昂鎮區 (堪薩斯州克勞德縣)
萊昂鎮區（英語：Lyon Township）或里昂鎮區，為位在美國堪薩斯州克勞德縣的鎮區。2010年美国人口普查中該鎮區人口有122人。

## 歷史
此鎮區於1872年4月設立，原稱福勒鎮區（Fowler Township，以最早定居者命名以茲紀念） 。約一個月後，此鎮區更名為萊昂鎮區，名稱以大將納撒尼爾·萊昂命名。

## 地理
萊昂鎮區涵蓋面積141.76平方（54.73平方英里），境內無城市設立。

## 人口統計
根據2010年美國人口普查，萊昂鎮區人口有122人，人口密度為0.86人/每平方公里。此鎮區居民之種族有99.18%為白人；0%為非裔美洲人；0%為美洲原住民；0%為亞洲人；0%為太平洋島民；0%為其他種族；另外有0.82%為混血種族。而西班牙裔或拉丁裔美洲人佔此鎮區人口的7.38%。

## 外部連結
- US-Counties.com
- City-Data.com （页面存档备份，存于）